# جون روبرتس (مهرب مخدرات)
جون روبرتس (بالإنجليزية: Jon Roberts؛ بالإسبانية: Jon Roberts) هو مهرب مخدرات كولومبي وأمريكي، ولد في 21 يونيو 1948 في نيويورك في الولايات المتحدة، وتوفي في 28 ديسمبر 2011 بسبب سرطان.